# NanosizeMir
NanosizeMir是2007年成立的日本音乐组合，其名称为“小小的世界”的意思。成员为水谷瑠奈和塚越雄一朗二人。

## 概要
现在NanosizeMir的成员中，水谷瑠奈负责歌唱，塚越雄一朗负责创作歌曲和演奏乐器，其创作的歌曲大多可以归入独立音乐和同人音乐类。其乐曲以正统的流行音乐为基础，又兼有民族音乐和摇滚乐的特点。NanosizeMir的两位成员也以PicoMir的名义进行音乐活动，PicoMir的音乐风格是多用合成器的电子流行乐（Techno Pop）。

## 成员
- 水谷瑠奈
  - 主要负责歌唱。1987年1月22日生，千叶县出身，旧名是。[1]

- 塚越雄一朗
  - 主要负责作曲，编曲，电子琴，吉他，打击乐器等。1981年10月25日生，长野县出身，旧名是ShiroKuma。[1]在成人作品中使用碓氷悠一朗的名义[2]。

## 商业作品

### NanosizeMir名义
- /游戏《Rewrite》（Key）片尾曲
- /游戏《Rewrite Harvest festa!》（Key）片尾曲

### 水谷瑠奈的个人活动
- 《Philosophyz》/游戏《Rewrite》（Key）片头曲 作詞：都乃河勇人 / 作曲：折户伸治 / 編曲：MintJam

### 塚越雄一朗的个人活动
含碓氷悠一朗名义的活动。
- 歌唱曲
  - /游戏主题曲 Vol.1（編曲）/歌唱：日笠陽子 / 作詞・作曲：WhiteFlame / Chorus：愛原圭織・真野綾・星名優子・水谷瑠奈
  - 《emission》/游戏主题曲 Vol.2（編曲）/歌唱：日笠陽子 / 作詞・作曲：WhiteFlame
  - /Drama CD《Re：笨蛋也能拯救世界？》（T.Y.Entertainment Inc.）主题曲（編曲）/歌唱： / 作詞・作曲：WhiteFlame
  - /游戏（DigitalCute）片头曲 （作詞作編曲）/歌唱：Luna
- 原声带
  - 游戏（DigitalCute）」/负责大部分的BGM。
  - 游戏（DigitalCute）/负责包括插入曲的所有乐曲。
  - 游戏《Rewrite Harvest festa!》（Key）/负责1首BGM。
  - 游戏《Summer Pockets》（Key）
    -  - 游戏插入歌